# Roll with It (single van Steve Winwood)
Roll with It is een nummer van de Britse muzikant Steve Winwood uit 1988. Het is de eerste single van zijn gelijknamige zesde soloalbum.
"Roll with It" gaat over het omgaan met de obstakels die op je pad kunnen komen, en hoe je deze zo goed mogelijk kan overwinnen. Winwood was zelf in de jaren '80 een succesvol soloartiest geworden nadat hij te maken kreeg met persoonlijke problemen, waaronder een scheiding. Het nummer was in het Verenigd Koninkrijk met een 53e positie niet heel succesvol, maar in de Amerikaanse Billboard Hot 100 werd het een nummer 1-hit. In Nederland bereikte de plaat de 9e positie in de Tipparade.

## Tracklijst
- 7"

1. "Roll With It" - 4:30
2. "The Morning Side" - 3:57

7": Virgin / 7-99326 United States
- 12"

1. "Roll With It" (12" Remix) - 9:56
2. "The Morning Side" - 3:57
3. "Roll With It" (7" Remix) - 4:30

- Cd-single

1. "Roll With It" (12" Remix) - 9:56
2. "The Morning Side" - 3:57
3. "Roll With It" (7" Remix) - 4:30